# Bocot Island
Bocot ist eine kleine Insel im Nordosten der philippinischen Provinz Iloilo. Sie ist Teil der Gemeinde Concepcion.

## Lage und Geographie
Sie liegt östlich der Insel Panay in der Visayas-See und ist Teil der Gruppe der Concepcion Islands. Nordöstlich von Pan de Azucar trennt sie über eine Distanz von 400 m nur ein kleiner Kanal vom südlich gelegenen Magais Island. Der höchste Punkt der größtenteils mit Wald bewachsenen Insel befindet sich mit 10 m im mittleren Norden.